# Ернст XIII фон Глайхен-Рембда
Ернст XIII (XI, XIV) фон Глайхен-Рембда (на немски: Ernst XIII (XI, XIV) von Gleichen-Remda; * ок. 1460; † 1504) е граф на Глайхен-Рембда-Бланкенхайн.
Той е големият син на граф Ернст XI (X/XII) фон Глайхен-Бланкенхайн-Рембда-Алтернберг († 1492) и съпругата му Катарина фон Ризенбург († сл. 1297). Брат е на Хектор I († 1548), господар на Ремда, Бланкенхайн-Шауенфорст, и на Адолф II († 1523/1537).

## Фамилия
Ернст XIII фон Глайхен-Рембда се жени 1497/1499 г. за Маргарета Шенкин фон Таутенбург (* ок. 1475; † сл. 8 май 1523), дъщеря на Ханс Шенк фон Таутенбург († сл. 1475) и Анна фон Плауен († 1501). Те имат децата:
- Йохан II († 16 юли 1545), граф на Глайхен-Рембда, женен I. за Хедвиг фон Гера († 1531), II. на 6 юни 1533 г. за Анна фон Глайхен-Тона († сл. 1554)
- Елизабет фон Глайхен-Рембда, омъжена за Анарг фон Вилденфелс († 1539)